# Коханівка (Шепетівський район)
Кохані́вка — село в Україні, у Полонській міській громаді Шепетівського району Хмельницької області. Населення становить 456 осіб.

## Географія
Селом протікає річка Скрипівка, яка впадає у річку Хомора. В селі є кілька ставків, котловани, копанки.

## Населення

### Мова
Розподіл населення за рідною мовою за даними перепису 2001 року:
| Мова            | Кількість | Відсоток |
| --------------- | --------- | -------- |
| українська      | 475       | 99.79%   |
| інші/не вказали | 1         | 0.21%    |
| Усього          | 476       | 100%     |

## Історія
В інвентарі маєтностей князя Острозького в 1620 р. згадується Коханівка[джерело?]. Село тоді належало до Полонської волості.
У 1906 році село Хролинської волості Ізяславського повіту Волинської губернії. Відстань від повітового міста 46 верст, від волості 14. Дворів 134, мешканців 636.
7 (20) листопада 1917 року, відповідно до Третього Універсалу Української Центральної Ради, увійшло до складу Української Народної Республіки.
Село постраждало в часі Голодомору 1932—1933 років, за різними даними, померло до 120 осіб.
На південно-східній околиці Коханівки є курган епохи бронзи, що датується II тисячоліттям до н. е. та є історичною пам'яткою.,
12 червня 2020 року, відповідно до розпорядження Кабінету Міністрів України № 727-р «Про визначення адміністративних центрів та затвердження територій територіальних громад Хмельницької області», увійшло до складу Полонської міської територіальної громади.
19 липня 2020 року, в результаті адміністративно-територіальної реформи та ліквідації Полонського району, село увійшло до складу Шепетівського району.

## Відомі уродженці
- Карась Петро Прокопович — український поет